# 小黄花石斛
小黄花石斛（学名：Dendrobium jenkinsii）为兰科石斛属下的一个种。

## 扩展阅读
- 維基物種上的相關：小黄花石斛